# Зоран Радовић (физичар)
Зоран Радовић (Београд, 27. август 1946) српски је физичар и академик, редовни члан састава Српске академије науке и уметности од 8. новембра 2018, члан Управног одбора Фонда САНУ за истраживања у науци и уметности, као и председник Академијског одбора за сарадњу са научницима и уметницима у свету.

## Биографија
Завршио је основне студије 1970. године на Катедри за теоријску физику, Физичког факултета Московског државног универзитета Ломоносов, као један од најбољих студената генерације и и постдипломске 1973. на Институту Лебедев Академије наука СССР у групи академика Виталија Гинзбурга. Докторирао је 1995. године на Физичком факултету Универзитета у Београду, где је радио као редовни професор 2007—2014. Био је шеф катедре за Физику кондензованог стања 1996—2014, продекан за науку Физичког факултета 2002—2004. године, члан Савета Београдског универзитета два узастопна мандата 2002—2006. и 2009—2012. Један је од признатих светских ауторитета у физици суперпроводности који је заједно са Љиљаном Добросављевић поставио „Београдску школу” на мапу светске теоријске физике кондензоване материје.
Учествовао је у раду преко седамдесет међународних и домаћих научних конференција са више од педесет предавања. Одржао је дванаест семинара на европским и америчким универзитетима и националним лабораторијама. Био је 2004, 2007. и 2011. године копредседавајући 16—18. симпозијума физике кондензоване материје и један је од најзаслужнијих за трансформацију у међународну конференцију са великим учешћем дијаспоре. Организовао је предавања десетак иностраних физичара са којима је сарађивао и неколико десетина семинара бивших студената Физичког факултета који су радили на светским универзитетима. Био је гостујући професор на Универзитету на Криту 1999—2000. и запослен као гостујући истраживач у Националној лабораторији у Брукхејвену 2006—2007. Водио је шест међународних и четири домаћа пројекта.

## Награде
- Годишња награда за физику „Марко Јарић” (2007)[1]
- Годишње награде Физичког факултета за научни рад (2013)[2]